# Ophryosporus
Ophryosporus, rod glavočika, dio tribusa Eupatorieae. Preko 40 vrsta rašireno je poi Južnoj Americi

## Opis
Rod Ophryosporus uključuje zeljaste do grmolike vrste rasprostranjenih u Južnoj Americi. Rod karakterizira gotovo potpuni nedostatak prašničkog dodatka u kombinaciji s kvrgastim vrhovima stilskih dodataka.

## Vrste
1. Ophryosporus angustifolius B.L.Rob.
2. Ophryosporus anomalus R.M.King & H.Rob.
3. Ophryosporus apricus B.L.Rob.
4. Ophryosporus axilliflorus Hieron.
5. Ophryosporus bipinnatifidus B.L.Rob.
6. Ophryosporus burkartii Cabrera
7. Ophryosporus carchiensis H.Rob.
8. Ophryosporus charua Hieron.
9. Ophryosporus chilca Hieron.
10. Ophryosporus clavulatus Griseb.
11. Ophryosporus cumingii Benth. ex Baker
12. Ophryosporus densiflorus (Benth.) R.M.King & H.Rob.
13. Ophryosporus eleutherantherus B.L.Rob.
14. Ophryosporus ferreyrae H.Rob.
15. Ophryosporus floribundus (DC.) R.M.King & H.Rob.
16. Ophryosporus freyreissii Baker
17. Ophryosporus galioides (DC.) R.M.King & H.Rob.
18. Ophryosporus hartwegii (B.L.Rob.) R.M.King & H.Rob.
19. Ophryosporus heptanthus (Sch.Bip. ex Wedd.) R.M.King & H.Rob.
20. Ophryosporus hoppii (B.L.Rob.) R.M.King & H.Rob.
21. Ophryosporus johnstonii B.L.Rob.
22. Ophryosporus kuntzei Hieron.
23. Ophryosporus laxiflorus Baker
24. Ophryosporus lorentzii Hieron.
25. Ophryosporus macbridei B.L.Rob.
26. Ophryosporus macrodon Griseb.
27. Ophryosporus marchii Sagást. & E.Rodr.
28. Ophryosporus mathewsii (B.L.Rob.) R.M.King & H.Rob.
29. Ophryosporus organensis Cabrera
30. Ophryosporus ovatus B.L.Rob.
31. Ophryosporus paradoxus (Hook. & Arn.) Benth. & Hook.f. ex B.D.Jacks.
32. Ophryosporus peruvianus (J.F.Gmel.) R.M.King & H.Rob.
33. Ophryosporus pinifolius (Phil.) R.M.King & H.Rob.
34. Ophryosporus piquerioides (DC.) Benth. ex Baker
35. Ophryosporus pubescens (Sm.) R.M.King & H.Rob.
36. Ophryosporus regnellii Baker
37. Ophryosporus sagasteguii H.Rob.
38. Ophryosporus serratifolius B.L.Rob.
39. Ophryosporus sodiroi Hieron.
40. Ophryosporus steinbachii B.L.Rob.
41. Ophryosporus triangularis Meyen
42. Ophryosporus venosissimus B.L.Rob.

## Sinonimi
- Trychinolepis B.L.Rob.; Contr. Gray Herb. n. s. 80: 6. (1928)
- Pachychaeta Sch.Bip. ex Baker; Mart., Fl. Bras. 6(2): 186 (1876)